# Frankenwald

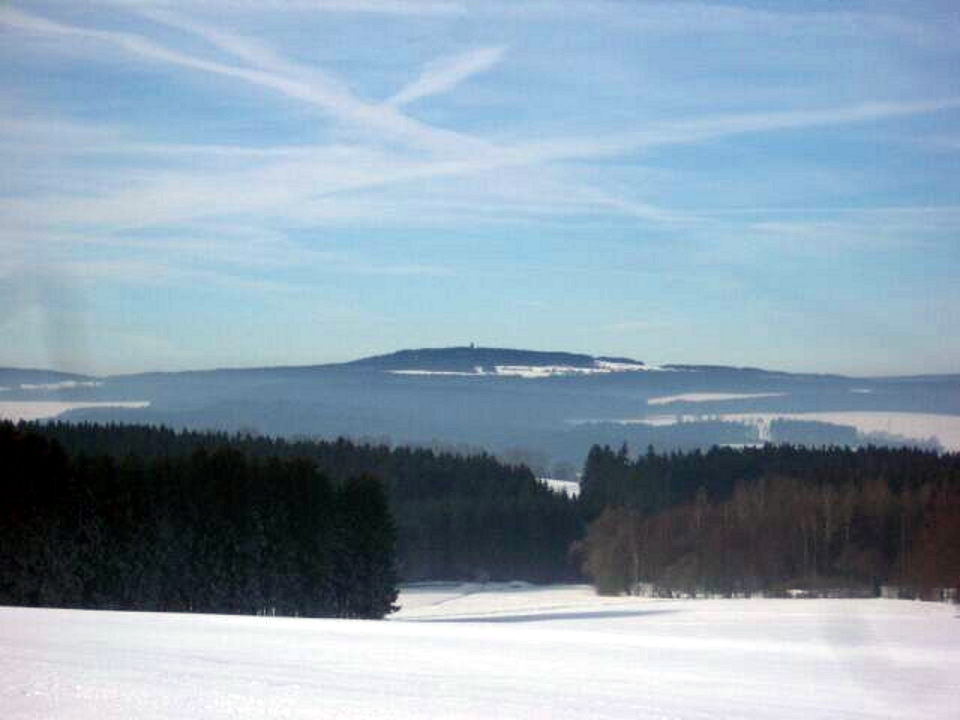
Frankenwald

 Frankenwald (română Pădurea francilor) este o regiune muntoasă care face parte din grupa munților Mittelgebirge, înălțimea maximă a regiunii (Döbraberg) nedepășind altitudinea de 794,6 m deasupra n.m.. Zona se află în nord-estul Franconiei, în Bavaria, și o mică parte în Turingia, Germania.

## Date geografice
Frankenwald se află între Munții Pădurea Turingiei situat la vest, Hofer Land la est, Fichtelgebirge la sud-est și Obermainland la sud.

## Munți mai importanți
| - Döbraberg (altitudinea de 794.6 m deasupra n.m.), la Schwarzenbach am Wald, Bayern (Bavaria) - Wetzstein (altitudinea de 792.7 m deasupra n.m.), la Brennersgrün, Thüringen (Turingia) - Schneidberg (altitudinea de 758.8 m deasupra n.m.), la Geroldsgrün, Bayern - Spitzberg (altitudinea de 729.2 m deasupra n.m.), la Geroldsgrün, Bayern - Kulmberg (altitudinea de 726.7 m deasupra n.m.), la Schlegel, Thüringen - Steinigter Hügel (altitudinea de 712 m deasupra n.m.), la Geroldsgrün, Bayern | - Geuserberg (altitudinea de 708 m deasupra n.m.), la Geuser, Bayern - Friedelhorn (altitudinea de 700 m deasupra n.m.), la Langenbach, Bayern - Knöcklein (altitudinea de 692 m deasupra n.m.), la Carlsgrün, Bayern - Radspitze (altitudinea de 678.4 m deasupra n.m.), la Mittelberg, Bayern - Klößberg (altitudinea de 664 m deasupra n.m.), la Rodacherbrunn Titschendorf, Thüringen |

## Localități

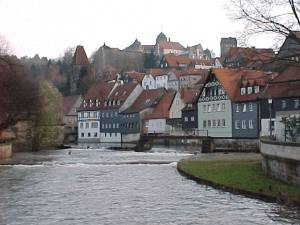
Kronach

| - Bad Steben - Bad Lobenstein - Berg (Oberfranken) - Blankenberg (Thüringen) - Blankenstein - Geroldsgrün - Grafengehaig - Harra - Hof (Saale) - Helmbrechts - Hirschberg (Saale) - Issigau - Kronach - Kupferberg - Lehesten - Lichtenberg - Ludwigsstadt - Marktleugast - Marktrodach - Mitwitz | - Naila - Nordhalben - Pressig - Presseck - Reichenbach - Rugendorf - Schauenstein - Schwarzenbach am Wald - Selbitz - Stadtsteinach - Steinbach am Wald - Steinwiesen - Stockheim (Oberfranken) - Tanna - Tettau - Teuschnitz - Tschirn - Wallenfels - Wilhelmsthal - Wirsberg - Wurzbach |

## Râuri
Frankenwald este amplasat între Main (la sud-vest) și Saale (la nord-est). În regiune se află râurile:
- Rodach cu afluenții Haßlach, Kronach și Schorgast
- Selbitz
- Loquitz